# Napa Gadung Laut
Napa Gadung Laut is een bestuurslaag in het regentschap Padang Lawas Utara van de provincie Noord-Sumatra, Indonesië. Napa Gadung Laut telt 318 inwoners (volkstelling 2010).